# Пьяцца-дей-Чинквеченто
Пьяцца дей Чинквеченто (итал. Piazza dei Cinquecento) — площадь в центре Рима между Ларго-ди-Вилла-Перетти и виа Марсала перед станцией Термини. Расположена на границе районов Эсквилино и Кастро-Преторио. Название площади происходит не от итальянского названия XVI века (Чинквеченто, букв. пятьсот), а посвящено памяти пятисот итальянских солдат, павших в битве при Догали в Эритрее в 1887 году. До 1888 года площадь называлась Термини по имени соседней с ней железнодорожной станции.
На плане Рима 1551 года, созданном Леонардо Буфалини, место современной площади обозначено «altissimus Romae locus», так как сюда свозился грунт, изымавшийся при строительстве близлежащей виа Систина. На вершине холма была установлена статуя сидящей женщины, символизировавшей правосудие. Во время работ по возведению первого железнодорожного вокзала холм был снесён и были раскопаны руины античной Сервиевой стены.
В 1887 году на площади был установлен памятник солдатам, погибшим при Догали, созданный архитектором Франческо Адзурри. Памятник был увенчан древнеегипетским обелиском, найденным в храме Исиды на Марсовом поле. В 1924 году памятник перенесли в близлежащий парк возле Терм Диоклетиана.

## См.также
- Палаццо Массимо